# بركان الغضب (مسلسل)
بركان الغضب هو مسلسل تلفزيوني عراقي عرض في عام 1998 .

## الممثلون
- حافظ لعيبي
- سعدية الزيدي
- مكي عواد
- أنعام الربيعي
- صادق علي شاهين
- كنعان وصفي
- مقداد عبد الرضا
- مهدي الحسيني
- تمارا محمود
- طالب الفراتي
- عبد الخالق المختار